# Второе Имангулово
Второе Имангулово — село в Октябрьском районе Оренбургской области. Административный центр Имангуловского сельсовета.

## География
Село находится на расстоянии 25 км к юго-западу от села Октябрьское, административного центра района, и 58 км к северо-востоку от города Оренбург, административного центра области. Занимаемая площадь — 67 га.

### Часовой пояс
Село Второе Имангулово, как и вся Оренбургская область, находится в часовой зоне МСК+2. Смещение применяемого времени относительно UTC составляет +5:00.

## История
Село основано в 1919 году выходцами из села 1-е Имангулово, расположенного в 5 км к западу.

## Население
| 2010 |
| ---- |
| 623  |